# Livre d'orgue de Limoges
Le  Livre d'orgue de Limoges ou Manuscrit de Limoges est un recueil de pièces d'orgue principalement, rédigé entre 1710 et 1725, contenu dans un cahier baptisé ainsi par les musicologues, provenant de la bibliothèque musicale d'un château des environs de Limoges.

## Historique
À la suite du don d'un collectionneur, la bibliothèque francophone multimédia de Limoges en est propriétaire depuis 1992.
Sur les cinquante-trois pièces qui composent ce livre d'orgue, treize sont des copies d'œuvres connues d'André Raison, Gilles Jullien et Gaspard Corrette, et ont été légèrement modernisées (finale en mineur, ornementation simplifiée). Les autres pièces sont anonymes. La dernière pièce est un cantique Cælorum cando, dont ne sont notées que la mélodie et les paroles.
En 2003, le manuscrit de Limoges a été mis en musique par l'Ensemble Sagittarius de Michel Laplénie, et l'organiste Guy Marissal, et enregistré sur l'orgue de l'abbatiale Sainte-Croix de Bordeaux réalisée par Dom Bedos de Celles en 1750. Selon Guy Marissal, le résultat obtenu n'est qu'une utilisation possible du manuscrit et d'autres organistes connaissant bien cette époque, pourraient proposer un arrangement différent.  Le manuscrit de Limoges laisse toute latitude quant au regroupement des pièces, contrairement au Livre d’Orgue de Montréal ou au Manuscrit de Vitré (BNF : Rés. Vma. ms 1071).
La bibliothèque francophone multimédia de Limoges a numérisé le manuscrit (ms 255) et l'a mis en ligne en juillet 2011.

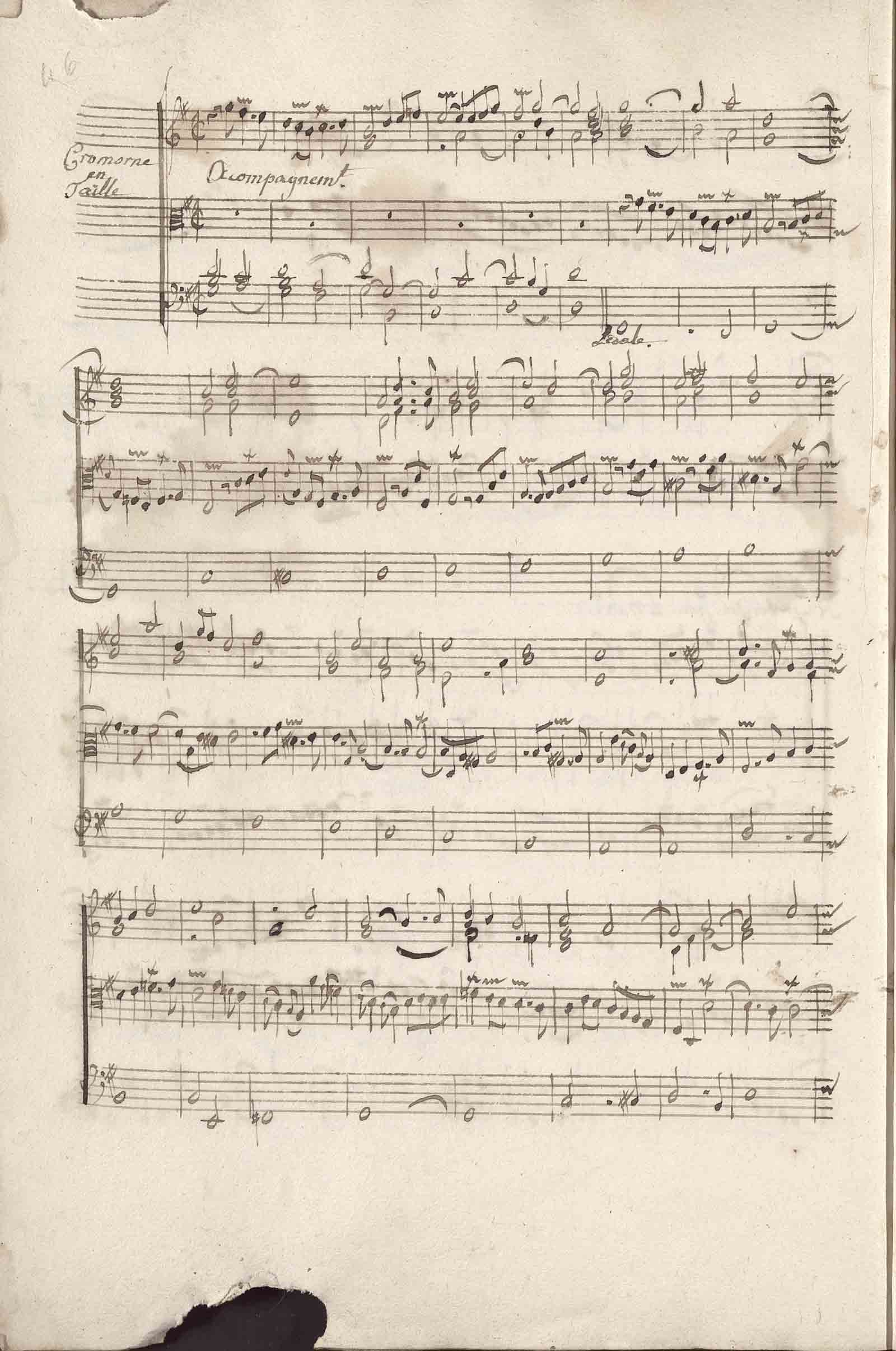
Page 44 du Manuscrit

## Éditions et enregistrements
- Enregistrement : Le Manuscrit de Limoges, interprété par Guy Marissal et l'Ensemble Sagittarius dirigé par Michel Laplénie (Lira d'Arco, France, 2003).
- Partition : Livre d'orgue de Limoges (manuscrit inédit -vers 1710-1725), présentation par Guy Marissal, éditions Fuzeau, 1996. Collection Fac-similé Jean-Marc Fuzeau, La musique française classique de 1650 à 1800.